# Our Day Will Come (film)
Our Day Will Come (Notre jour viendra) è un film del 2010 diretto da Romain Gavras, con protagonisti Vincent Cassel e Olivier Barthélémy nel ruolo di due uomini dai capelli rossi che si uniscono in un viaggio improvvisato, caratterizzato da un'escalation di violenza.

## Trama
Rémy è un giovane dai capelli rossi che vive in uno stato di emarginazione. Un giorno scatena la sua rabbia repressa verso la madre e la sorella e, scosso, esce di casa per dirigersi verso un internet point dove poter contattare la ragazza con la quale ha iniziato un rapporto via chat. Sulla strada è intercettato da Patrick, uno psicanalista inquieto, anche lui rosso di capelli che si offre di aiutarlo.
Rémy ha limiti caratteriali di timidezza e remissività e Patrick offre una sorta di terapia d'urto con la quale il ragazzo potrà vincere le sue debolezze. La coppia intraprende così un viaggio che strada facendo assume senso e inesorabilità. Con l'idea di raggiungere l'Irlanda, meta ideale dove vivere felicemente la condizione di rossi, dal nord-ovest della Francia, i due si dirigono verso Calais, in un crescendo inarrestabile di violenza che non perdona nessuno. A Calais, Patrick e Rémy si librano in volo su una mongolfiera lasciando il suolo francese, come pianificato.

## Distribuzione
Il film è stato presentato in anteprima al Toronto International Film Festival il 12 settembre 2010; è stato poi distribuito nelle sale cinematografiche francesi a partire dal 15 settembre dello stesso anno da UGC Distribution.
In Italia, il film è stato distribuito direct-to-video da 01 Distribution il 27 dicembre 2012.

## Accoglienza

### Critica
Sull'aggregatore di recensioni online Rotten Tomatoes il film detiene una percentuale di gradimento da parte della critica del 50% basata su 10 recensioni, con un voto medio di 5,8. Su Metacritic, che utilizza una media ponderata, ha un voto di 40 su 100, basato su 5 recensioni da parte della critica.